# حنين (فلم 2006)
حنين- فيلم دراما إماراتي، تم عرضه في عام 2006م، من تأليف وإخراج: محمد الطريفي . وهو يمثل رابع فيلم سينمائي اماراتي طويل يتم انتاجه في تاريخ السينما الاماراتية القصير.

## قصة الفيلم وأحداثه
عن معنى الوطن، والانتماء، والحنين إلى الهوية الأصلية تدور أحداث الفيلم، من خلال عدة شخصيات متداخلة؛ حيث يعرض شخصية أحد البدو الذين يعيشون في الإمارات من دون جنسية، وأخرى فلسطينية عاشت أحداث صابرا وشاتيلا في بداية الثمانينيات، وتشعر بالحنين إلى وطنها، وفنان تشكيلي غارق في الأسئلة الوجودية والفلسفية. في دولة الإمارات العربية المتحدة الحالية، تدور أحداث دراما حول امرأة عجوز تدعى أم الكل (موزة المزروعي)، المعروفة بأنها تساعد الناس دائمًا. وفي قصة ذات صلة، يدخل فنان في حالة من الفوضى بعد حادثة مؤلمة. الإماراتية أم الكل تؤدي بمحبة دور الأم والمحسنة لربيع وسارة والشابة الفلسطينية ديما. سلطان ابن أم الكل كان فناناً درس في الخارج وعاد بأفكار ليبرالية لم تجد استحسان مجتمعه. عندما تدخل أم الكل في غيبوبة، تبدأ عائلتها في الانهيار، ويبدأ الزوجان الشابان في التحقيق في دوافعها وشخصيتها. تتودد ديما إلى الشاب عديم الجنسية عادل، وتحدث منافسة على قلبها بينه وبين ربيع. وفاة وردة، مريضة الدكتورة سارة وأخت عادل. ربيع يتخلى عن عائلته عندما يكتشف أنه يتيم بلا أبوين معروفبن.

## طاقم العمل
شارك في الفيلم الإماراتي "حنين" مجموعة كبيرة من الممثلين، نذكر من بينهم:
- يلدا، ممثلة إيرانية مواليد الكويت 1980م.
- شهد الياسين، ممثلة عراقية، مواليد البصرة 1983م.
- عبدالحميد البلوشي. ممثل إماراتي، من أبرز أعماله، مسرحية " العصافير تبني أعشاشها" وفيلم "ضحي في أبو ظبي"
- ميرفت المطيري. ممثلة ومذيعة سعودية، مواليد 1980م
- موزة المزروعي، ممثلة إماراتية، مواليد أبريل 1949م.
- عبدالرحمن الملا. مخرج وممثل إماراتي.
- ناجي خميس، ممثل إماراتي، مواليد 1962م.
- جمعان الرويعي، ممثل ومخرج بحريني، مواليد المنامة 1969م.
- إسلام كمال، ممثل ومصور مصري.
- محمد الغباشي، مخرج وممثل مصري، مواليد الأسكندرية
- فاطمة عبدالرحيم، ممثلة بحرينية، مواليد أكتوبر 1975م

## حول الفيلم
- قررت إدارة مهرجان القاهرة السينمائي استبعاد فيلم حنين والذي تنافس به الامارات على جائزة أحسن فيلم عربي وقدرها مائة ألف جنيه وذلك لعدم وصول نسخة الفيلم قبل بداية المهرجان بوقت كاف لإدراجه ضمن قائمة الأفلام العربية المشاركة.[5]

## روابط خارجية
- فيلم حنين على موقع قاعدة بيانات الأفلام العربية.
- فيلم حنين علي موقع IMDB (بالإنجليزية)
- فيلم حنين علي موقع قاعدة بيانات الفيلم (بالإنجليزية)